# Suzy Records
Suzy je svojevremeno bila druga po veličini diskografska kuća iz Zagreba, osnovana 1972. godine. Nakon raspada Jugoslavije tvrtka je promijenila je ime u Suzy Records d.o.o.

## Povijest
Tvrtka Suzy osnovana je 1972. kao poduzeće za organiziranje koncerata i događanja te distributer nosača zvuka i studio za snimanje glazbe. Suzy nikad nije imao vlastiti pogon za proizvodnju vinilnih ploča ili drugih nosača zvuka, već se koristio uslugama drugih proizvođača, ili direktno uvozio ploče. Suzy je zapravo bio izdavačka tvrtka, koji se pored svog osnovnog glazbenog posla bavio i tipično agencijskim poslovima, zastupanja i posredovanja.
Tvrtka je najbolje poslovala 1980-ih za direktora Milana Škrnjuga-Škrge, koji je tad bio uspješni organizator velikih koncerata, i čovjek koji je imao empatije za nove mlade sastave iz novog vala poput; Prljavog kazališta, Azre, Parnog valjka i drugih. Sredinom 1980-ih diskografska kuća Suzi počinje se razgranavati na izdavanje softvera, i osniva posebnu podružnicu Suzy Soft koja je djelovala do 1987.

## Vanjske poveznice
- Službene stranice  Arhivirana inačica izvorne stranice od 22. svibnja 2010. (Wayback Machine)